# Weißer Ukelei
Der Weiße Ukelei oder Mittelmeer-Ukelei (Alburnus albidus) ist ein Fisch, der hauptsächlich im Mittelmeerraum (besonders beiderseits der Adria) verbreitet ist. Es handelt sich dabei um die Schwesterart des Ukeleis (A. alburnus), der in Europa nördlich der Alpen verbreitet ist.

## Aussehen
Der Weiße Ukelei wird bis zu 17 (maximal 20) cm lang und 80 g schwer. Der Körper ist schlank und lang gestreckt sowie seitlich abgeflacht. Das Maul ist oberständig und schräg nach oben ausgerichtet. Der Fisch heißt „Weißer Ukelei“ weil sein Bauch, der beim mitteleuropäischen Ukelei silberfarben ist, deutlich heller silber glänzend bis tatsächlich weiß wirkt. Sein Rücken ist blaugrün bis hellgrau gefärbt.

## Verbreitung und Lebensraum

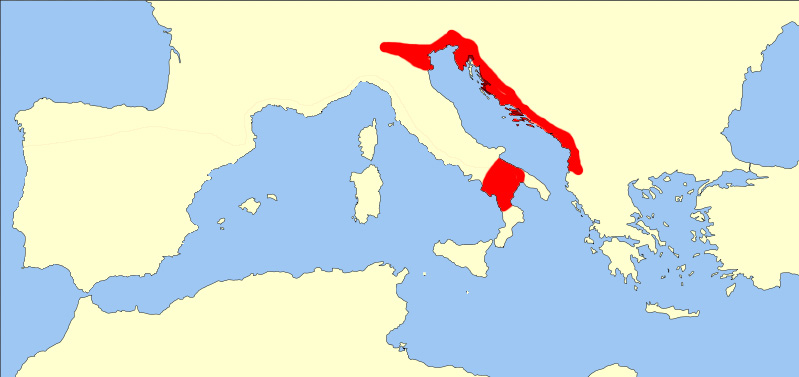
Verbreitungsgebiet des Weißen Ukeleis

Der Weiße Ukelei lebt vor allem in den Gewässern im Bereich der Adria. In Süditalien findet sich dabei die Nominatform A. a. albidus, im Norden Italiens und Dalmatien ist der Alborella (A. a. alborella) verbreitet.
Der Fisch lebt in Schwärmen vor allem im Freiwasserbereich von stehenden und langsam fließenden Gewässern. Er hält sich dabei sehr häufig im Bereich der Gewässeroberfläche auf, wo er sich von Plankton und Anflugnahrung ernährt.

## Fortpflanzung
Die Laichablage erfolgt meist im Kiesgrund der Gewässer im Juni bis August, dabei legen die Weibchen die Eier meist nachts in größeren Ansammlungen. Nach zwei bis drei Tagen schlüpfen die Jungfische, die Fische werden im zweiten oder dritten Lebensjahr geschlechtsreif.

## Schutz
Der Weiße Ukelei wird von der Europäischen Union im Anhang II der FFH-Richtlinie geführt und gilt damit als Art von gemeinschaftlichem Interesse, für deren Erhaltung von den Mitgliedsstaaten besondere Schutzgebiete ausgewiesen werden müssen.